# Ricardo Quaresma
Ricardo Andrade Quaresma Bernardo (wym. [ʁi'kaɾðu kwɐ'ɾɛʒmɐ]; ur. 26 września 1983 w Lizbonie) – portugalski piłkarz, który występował na pozycji pomocnika.
Mistrz Europy w 2016 roku, Brązowy medalista Mistrzostw Europy 2012 roku oraz Uczestnik Mistrzostw Europy w 2008 roku.
W swojej karierze występował m.in. w takich klubach jak: FC Porto, FC Barcelona, Inter Mediolan czy Beşiktaş.

## Kariera klubowa

### Sporting
Ricardo Quaresma jest wychowankiem akademii Sportingu CP. W portugalskiej ekstraklasie zadebiutował 12 sierpnia w wygranym 1:0 pojedynku przeciwko FC Porto. W pierwszym sezonie występów w barwach „Lwów” rozegrał 28 spotkań, w których zdobył trzy bramki. Z meczu na mecz stawał się coraz ważniejszą postacią w lizbońskim zespole. W dużym stopniu przyczynił się do wywalczenia przez swoją drużynę mistrzostwa oraz Superpucharu Portugalii. Kolejne rozgrywki okazały się dla Sportingu zupełnie nieudane. Klub zakończył ligowe zmagania na trzeciej pozycji, a z Ligi Mistrzów odpadł już w rundzie grupowej. Quaresma wciąż należał do wyróżniających się zawodników w klubie, a dzięki dobrej formie jego pozyskaniem zaczęły się interesować inne kluby.

### Barcelona
15 sierpnia 2003 roku Quaresma podpisał kontrakt z przeżywającą kryzys Barceloną. Katalończycy zapłacili za niego sześć milionów euro. Portugalski skrzydłowy został okrzyknięty „nowym Figo”, jednak na Camp Nou był cieniem piłkarza z zeszłego sezonu. Razem z Quaresmą do Barcelony został sprowadzony Ronaldinho i to on stał się motorem napędowym hiszpańskiej drużyny. Quaresma w barwach nowego klubu zadebiutował w towarzyskim meczu z Milanem, kiedy to strzelił również swoją pierwszą bramkę. Barcelona w sezonie 2003/2004 zdobyła wicemistrzostwo kraju, jednak Portugalczyk w sukcesie tym miał dosyć skromny udział. Trener „Blaugrany” – Frank Rijkaard nie widział bowiem dla Quaresmy miejsca w podstawowym składzie, a nawet jako rezerwowy wychowanek Sportingu na boisku pojawiał się coraz rzadziej. Portugalski zawodnik rozegrał 21 ligowych spotkań, z czego tylko dziesięć rozpoczął w wyjściowej jedenastce. Quaresma nie mógł pogodzić się z pełnieniem takiej roli w zespole i postanowił zmienić klub. Pod koniec sezonu Ricardo doznał jeszcze poważnej kontuzji prawej stopy.

### Porto
Latem 2004 roku Quaresma powrócił do kraju i został zawodnikiem FC Porto. Posłużył jako część zapłaty za Deco, który powędrował w odwrotnym kierunku. Początek przygody Portugalczyka z ekipą „Smoków” był bardzo udany, a sam Quaresma był w coraz lepszej formie co zaowocowało 4 bramkami w meczach o Superpuchar Europy oraz Superpuchar Portugalii. Strzelił także rzut karny, który zadecydował o zwycięstwie z Corporación Deportiva Once Caldas 8:7 i zdobyciu przez Porto Pucharu Interkontynentalnego. W lidze podopieczni Víctora Fernándeza musieli jednak uznać wyższość Benfiki. W sezonie 2005/2006 „Dragões” zdobyli podwójną koronę – mistrzostwo oraz Puchar Portugalii. Quaresma wystąpił w 29 spotkaniach, w których pięć razy wpisał się na listę strzelców. W sezonie 2006/2007 „Smoki” ponownie zdobyły miano najlepszej drużyny w kraju. Quaresma zdobył sześć goli i zaliczył aż szesnaście asyst. Chęć pozyskania Portugalczyka wyraziło wiele innych klubów. Wśród nich były między innymi Arsenal F.C., Chelsea F.C., Olympique Lyon, Bayern Monachium, Inter Mediolan, Atlético Madryt, Liverpool oraz Real Madryt. Pinto da Costa – prezes FC Porto poinformował jednak, że nie sprzeda Quaresmy za mniej niż 40 milionów euro.

### Inter
31 sierpnia 2008 roku, w ostatni dzień letniego okienka transferowego Quaresma podpisał kontrakt z Interem Mediolan. Działacze włoskiego klubu zapłacili za Portugalczyka szesnaście milionów euro, a do tego oddali do Porto Hugo Pélé. W barwach drużyny „Nerazzurrich” Quaresma zadebiutował 13 września 2008 roku w wygranym 2:1 meczu przeciwko Calcio Catania. W rundzie jesiennej sezonu 2008/2009 Ricardo rozegrał trzynaście ligowych meczów, w tym tylko siedem w wyjściowym składzie.

### Chelsea
2 lutego José Mourinho nie zgłosił Quaresmy do kadry Interu na rozgrywki Ligi Mistrzów i w tym samym dniu Portugalczyk został wypożyczony do Chelsea. W Premier League zadebiutował 7 lutego podczas zremisowanego 0:0 meczu z Hull City. Nowy trener Chelsea – Guus Hiddink nie dawał zbyt często szans występu Quaresmie i Portugalczyk rozegrał łącznie cztery ligowe pojedynki. Chelsea nie zdecydowała się wykupić piłkarza na stałe. Chęć pozyskania Quaresmy wyraziła SL Benfica, jednak portugalski zawodnik powiedział, że nie chce wracać do ojczyzny. Pod koniec maja 2009 roku w mediach pojawiła się informacja o odejściu Quaresmy do Genoi na zasadzie współwłasności. Informację tę potwierdził prezes Genoi mówiąc, że były gracz Porto trafi do Genoi za około dziesięć milionów euro. W wywiadzie dla La Gazzetta dello Sport Quaresma przyznał jednak, że chce pozostać w Interze.

### Beşiktaş
14 czerwca 2010 Quaresma, za kwotę 7,3 miliona euro, trafił do tureckiego Beşiktaşu JK. Zadebiutował w nim 14 sierpnia 2010 w zwycięskim 1:0 wyjazdowym meczu z Bucasporem.

### Al-Ahli
7 stycznia 2013 r. Quaresma podpisał 1,5 roczny kontrakt z klubem Al-Ahli Dubaj. Grał z numerem 7. W maju 2013 roku rozwiązał kontrakt z klubem. Łącznie, rozegrał w tym klubie 10 meczów, strzelając 2 bramki i zdobył z nim Puchar Prezydenta ZEA.

### Powrót do Porto
2 stycznia 2014 r. Portugalczyk zasilił szeregi FC Porto na zasadzie wolnego transferu.

### Powrót do Beşiktaşu
Od 2015 roku ponownie gracz tureckiego Besiktasu Stambuł.

### Powrót do Portugalii
7 września 2020 r. podpisał umowę na 2 sezony z portugalskim klubem Vitória. 1 lipca 2023 roku ogłosił zakończenie piłkarskiej kariery.

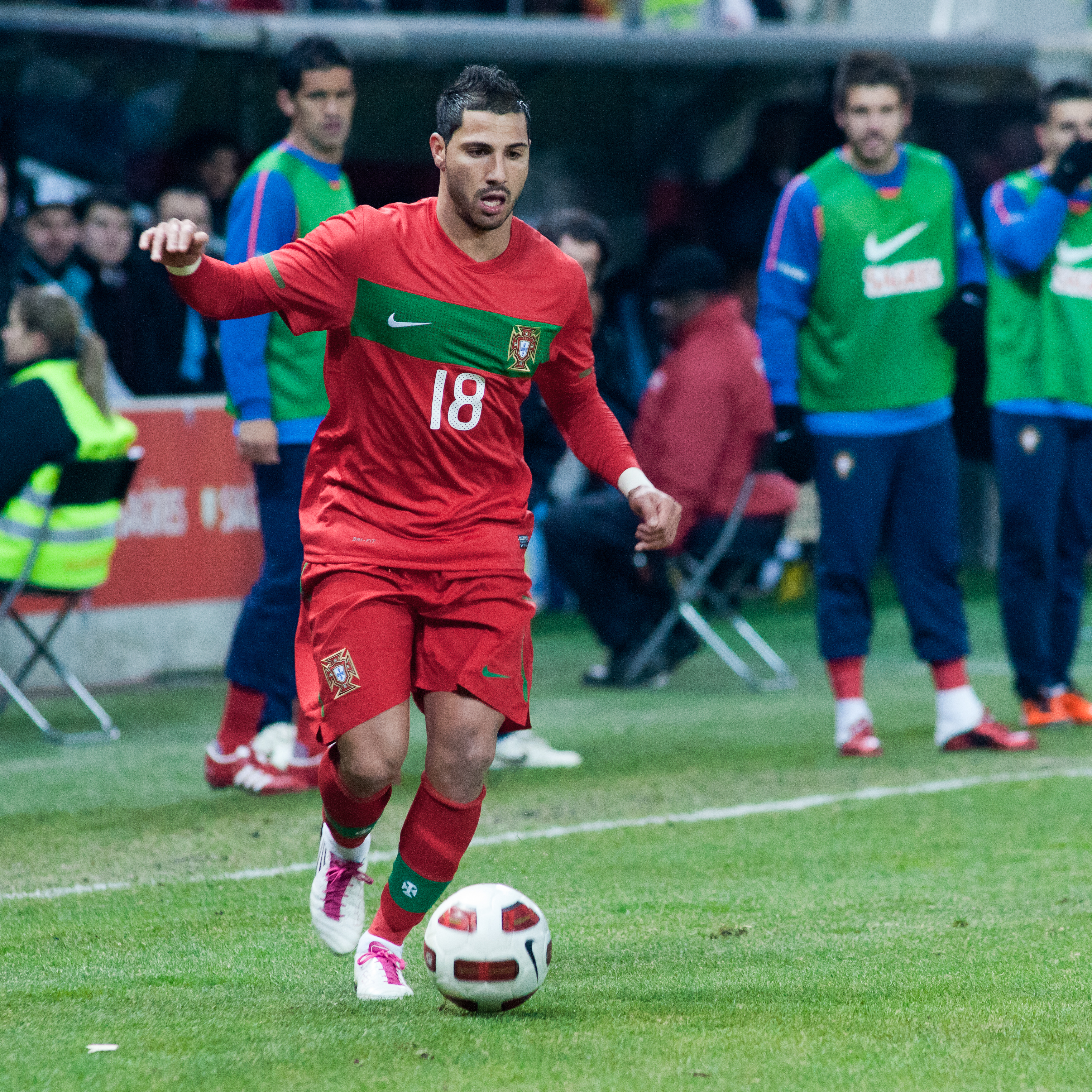
Ricardo Quaresma w barwach Portugalii (2011)

## Kariera reprezentacyjna
W 2000 roku Quaresma zdobył mistrzostwo Europy U-17. W dorosłej reprezentacji Portugalii zadebiutował 10 czerwca 2003 roku w wygranym 4:0 towarzyskim meczu z Boliwią. W 2004 roku z udziału w mistrzostwach Europy juniorów, Euro 2004 oraz igrzyskach olimpijskich wykluczyła go groźna kontuzja, której nabawił się pod koniec sezonu. Quaresma w sporym stopniu przyczynił się do awansu swojej reprezentacji do Mistrzostw Świata 2006. Na turniej ten portugalski piłkarz jednak nie pojechał. Luiz Felipe Scolari brak powołania dla wychowanka Sportingu tłumaczył tym, że w kadrze nie może znaleźć się miejsce dla kolejnego skrzydłowego. Na selekcjonera „Selecção das Quinas” w efekcie spadła duża fala krytyki, głównie ze strony sympatyków FC Porto. Do kadry Quaresma powrócił po mistrzostwach. Swoją pierwszą bramkę dla drużyny narodowej zdobył 24 marca 2007 roku w wygranym 4:0 pojedynku przeciwko Belgii w ramach eliminacji do Euro 2008. W maju 2008 roku Luiz Felipe Scolari powołał go do kadry na mistrzostwa Europy, Portugalczycy dotarli do ćwierćfinału.

## Sukcesy

### Klubowe

#### Sporting CP
- Mistrzostwo Portugalii: 2001/02
- Puchar Portugalii: 2001/02
- Superpuchar Portugalii: 2002

#### Porto
- Mistrzostwo Portugalii: 2005/06, 2006/07, 2007/08
- Puchar Portugalii: 2005/06
- Superpuchar Portugalii: 2004, 2006
- Puchar Interkontynentalny: 2004

#### Inter Mediolan
- Mistrzostwo Włoch: 2009/10
- Puchar Włoch: 2009/10
- Liga Mistrzów UEFA: 2009/10

#### Beşiktaş
- Mistrzostwo Turcji: 2015/16, 2016/17
- Puchar Turcji: 2010/11

#### Al-Ahli
- UAE President's Cup: 2012/13

### Reprezentacyjne
- Mistrzostwo Europy: 2016
- 3. miejsce na Mistrzostwach Europy: 2012
- 3. miejsce w Pucharze Konfederacji: 2017
- Mistrzostwo Europy U-16: 2000

### Indywidualne
- Piłkarz miesiąca SJPF: listopad 2005, grudzień 2005, listopad 2006, grudzień 2006
- Piłkarz roku Primeira Liga: 2006